# Tulwa
Die Tulwa (russisch Тулва) ist ein linker Nebenfluss der Kama in der russischen Region Perm.
Die Tulwa entspringt auf den Tulwinskaja-Höhen im Süden der Region Perm. 
Sie fließt anfangs in westlicher Richtung, wendet sich aber bald nach Norden.
Sie mündet schließlich südöstlich von Ossa in eine südliche Seitenbucht des Wotkinsker Stausees, der von der Kama durchflossen wird.
Die Tulwa hat eine Länge von 118 km. Sie entwässert ein Areal von 3530 km².